# 黄岗柳编
黄岗柳编是中华人民共和国安徽省阜南县黄岗镇及周边地区出产的一种传统柳编工艺品，因主产于阜南县黄岗镇而得名，属于中国地理标志产品，黄岗镇也被称为“中国柳编之乡”。

## 产地环境
阜南县位于安徽省阜阳市南端，属于河间平原与淮泛冲积平原，全县河流均属于淮河水系，地表则由洼地、岗坡和平原组成，其中洼地占全县总面积的25%。 而黄岗镇处于阜南县蒙洼地带，地势低洼，河流密布，当地土壤以黄褐土为主。能够有效保水保肥。在气候上，当地属于暖温带半湿润季风气候区南缘，四季分明，雨量适中，为柳树的生长提供了良好的环境。 黄岗柳编使用的柳树品种为杞柳，多生长于山地河边或湿草地中，树枝呈现黄绿色或带有紫色。 黄岗及其周边地区河湖滩涂密布，是杞柳的天然生长地。

## 工艺特点
黄岗杞柳柳条柔软易弯、粗细匀称、色泽高雅，可以编织成各种朴实自然、造型美观、轻便耐用的实用工艺品。

## 产品历史
阜南县黄岗镇的杞柳种植可上溯千年，编织历史有500多年。 明正德《颍州志》记载：“淮濛盛产水荆，采伐加工，洁白如玉，坚韧如藤”，其中水荆就是杞柳。 2011年，阜南县黄岗柳编技艺被列入中国非物质文化遗产代表性项目名录。

## 生产情况
阜南县现有柳木文化企业156个，拥有出口备案企业96家，2015年实现出口创汇2.6亿美元。 县域内有14个乡镇12万农民从事柳条种植和柳编加工，有76家企业使用黄岗柳编地标产品专用标志，带动了淮河蒙洼1.45万贫困人口就业，农民年种植收入达6亿元，年增加收入9亿多元。